# Камерленго (Венеція)

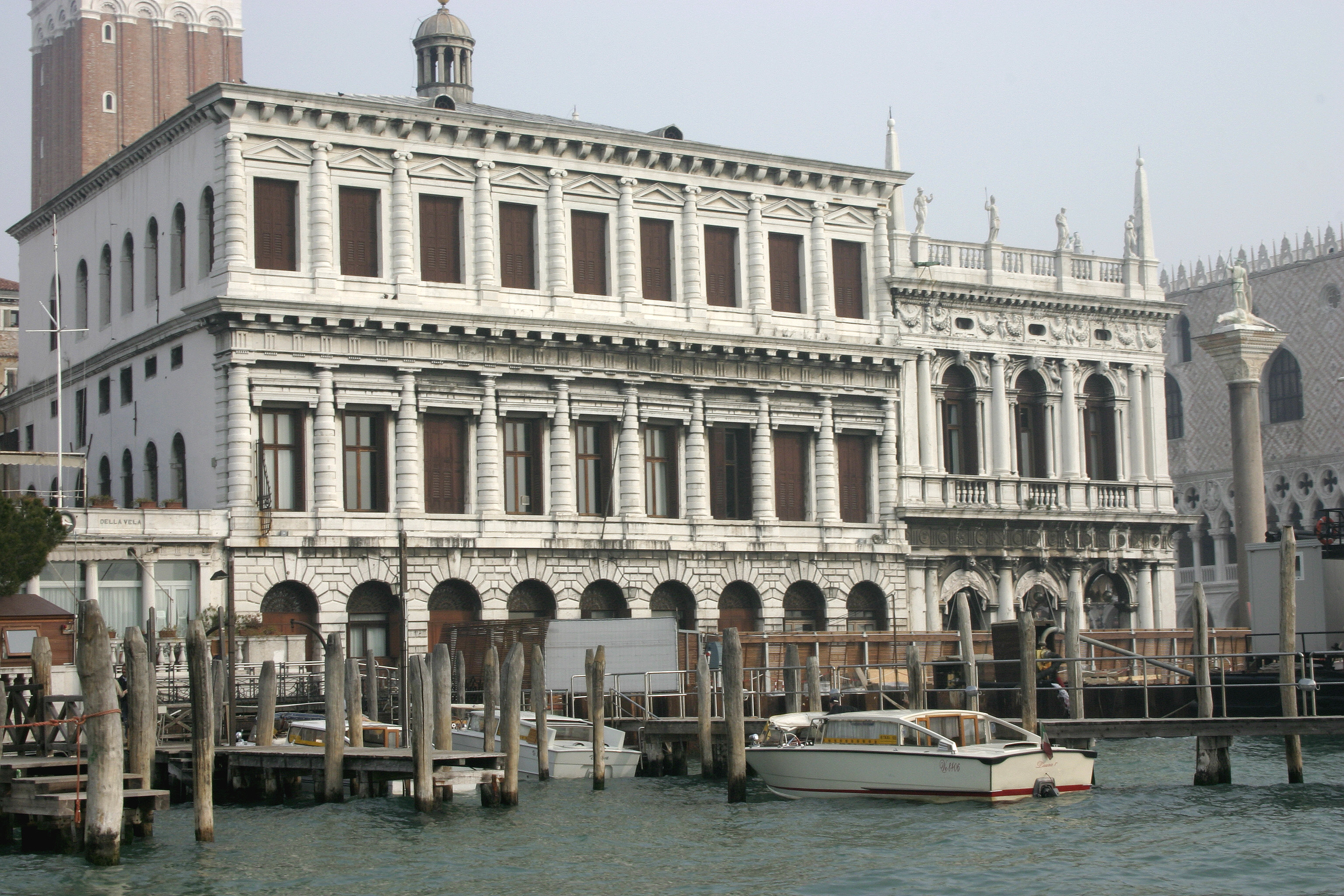
Фасад венеційської Дзекка (монетного двору), в якому містилась резиденція камерленго

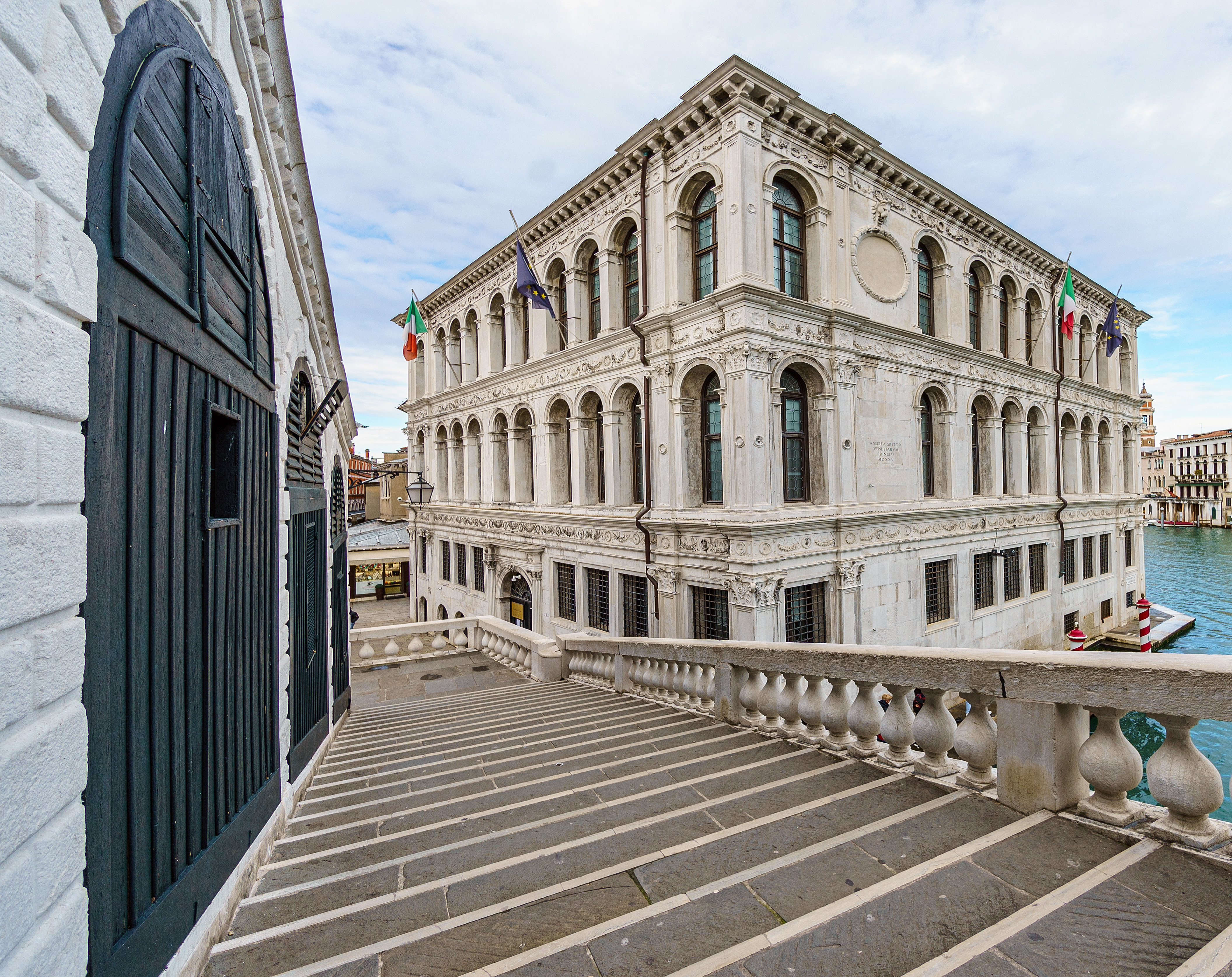
Палаццо дей-Камерленгі, в якому знаходились офіси камерленго комуни. Сучасний вид з мосту Ріальто

Камерленго комуни (італ. Camerlengho di Comun) — скарбник, вищий фіскальний чиновник Венеційської республіки.

## Опис
Існування посади камерленго у Венеційській республіці вперше було письмово засвідчено в 1236 році, хоча ця посада, ймовірно, існувала набагато раніше. Від початку камерленго комуни було двоє, а в 1527 році їх кількість збільшили до трьох.
Камерленгі виконували роль скарбників і касирів республіки, вони контролювали усі державні витрати та доходи. Крім того, їм було доручено накладати штрафи на боржників перед державою та пропонувати заходи економії державних коштів. Їм дозволялося розпоряджатися сумами до десяти золотих дукатів. Головна резиденція камерленгів комуни знаходилась у венеційському Дзекка (монетному дворі), але вони мали офіси також у Палаццо дей-Камерленгі в центрі Ріальто.
Спочатку камерленгі підпорядковувалися напряму дожу Венеції та Малій раді, але з 1471 року їх підпорядкували колегії Savi del Consiglio.